# Покрайчево
Покрайчево (на македонска литературна норма: Покрајчево) е село в източната част на Северна Македония, община Радовиш.

## География
Селото се намира в южното подножие на планината Плачковица, източно от общинския център Радовиш.

## История
В XIX век Покрайчево е село в Радовишка кааза на Османската империя. Според статистиката на Васил Кънчов („Македония. Етнография и статистика“) от 1900 година Покрайчево има 90 жители българи християни.
В началото на XX век християнското население на селото е под върховенството на Българската екзархия. По данни на секретаря на екзархията Димитър Мишев („La Macédoine et sa Population Chrétienne“) през 1905 година в Покрайчево (Pokraïtchevo) има 96 българи екзархисти.
При избухването на Балканската война в 1912 година един човек от Покрайчево е доброволец в Македоно-одринското опълчение. След Междусъюзническата война в 1913 година селото остава в Сърбия.
Църквата „Свети Георги“ е изградена в периода 1936 – 1937 година.

## Личности
Родени в Покрайчево
- Иван Тушев (Тушов), македоно-одрински опълченец, 3 рота на 3 солунска дружина, носител на орден „За храброст“ IV степен[5]